# Gare d'Ena
La gare d'Ena (恵那駅, Ena-eki) est une gare ferroviaire de la ville d'Ena, dans la préfecture de Gifu au Japon. Elle est exploitée par les compagnies JR Central et Aketetsu.

## Situation ferroviaire
La gare d'Ena est située au point kilométrique (PK) 328,6 de la ligne principale Chūō. Elle marque le début de la ligne Akechi.

## Historique
La gare d'Ena a été inaugurée le 21 décembre 1902.

## Service des voyageurs

### Accueil
La gare dispose d'un bâtiment voyageurs, avec guichets, ouvert tous les jours.

### Desserte

#### JR Central
- Ligne principale Chūō :
  - voies 1 et 2 : direction Nagoya
  - voie 3 : direction Nakatsugawa, Shiojiri et Nagano

#### Aketetsu
- Ligne Akechi :
  - direction Akechi